# (4600) Meadows
(4600) Meadows es un asteroide perteneciente al cinturón de asteroides, descubierto el 10 de septiembre de 1985 por Henri Debehogne desde el Observatorio de La Silla, Chile.

## Designación y nombre
Designado provisionalmente como 1985 RE4. Fue nombrado Meadows en honor Jack Meadows fue responsable de iniciar el programa para la detección de objetos en movimiento rápido utilizando el observatorio espacial IRAS (Infrared Astronomical Satellite) que realizó un escaneo completo del cielo a longitudes de onda infrarrojas.

## Características orbitales
Meadows está situado a una distancia media del Sol de 3,012 ua, pudiendo alejarse hasta 3,299 ua y acercarse hasta 2,724 ua. Su excentricidad es 0,095 y la inclinación orbital 11,21 grados. Emplea 1909 días en completar una órbita alrededor del Sol.

## Características físicas
La magnitud absoluta de Meadows es 11,9. Tiene 13,305 km de diámetro y su albedo se estima en 0,19.